# Kat (ort)
Kat (persiska: کت) är en ort i Iran.   Den ligger i provinsen Khorasan, i den nordöstra delen av landet, 700 km öster om huvudstaden Teheran. Kat ligger 1 157 meter över havet och antalet invånare är 952.
Terrängen runt Kat är platt.Runt Kat är det ganska glesbefolkat, med 25 invånare per kvadratkilometer. Kat är det största samhället i trakten. Trakten runt Kat består till största delen av jordbruksmark.